# Numero telefonico di emergenza

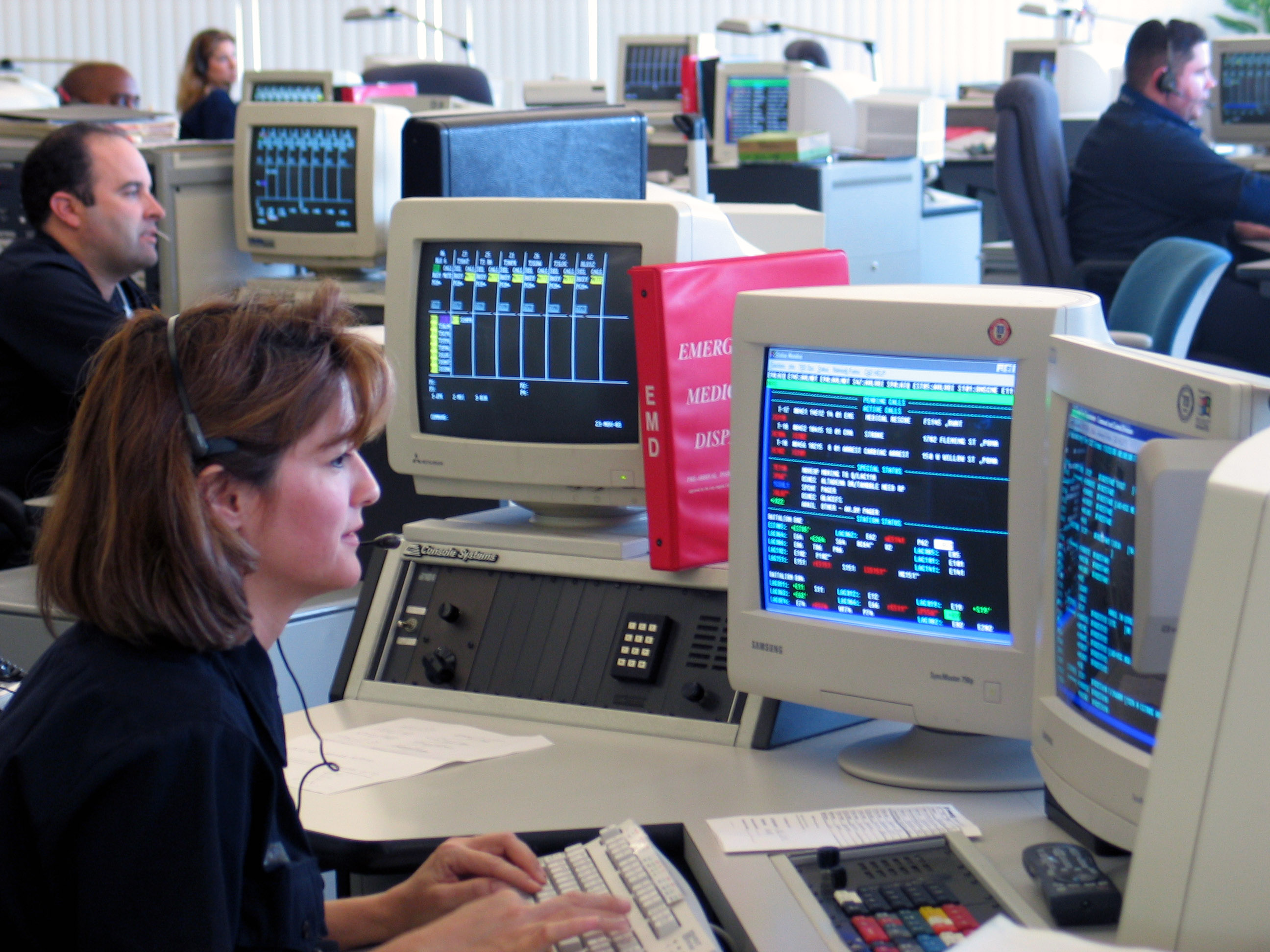
La centrale operativa di emergenza di Los Angeles

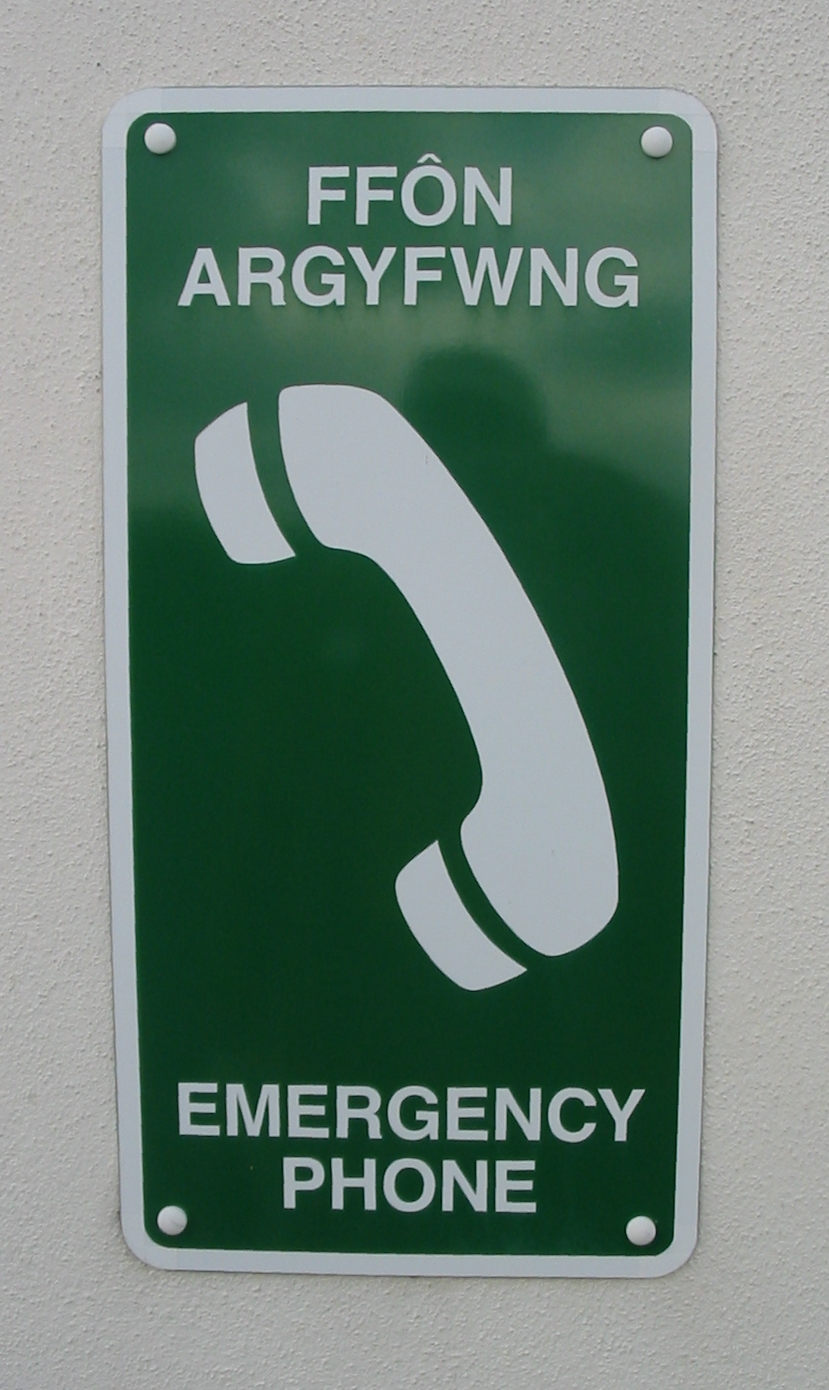
Insegna di un telefono bilingue (gallese/inglese)

Un numero telefonico di emergenza è una numerazione telefonica speciale pensata per permettere a chi si trova in situazioni di emergenza o pericolo di contattare facilmente chi può essere d'aiuto, da qualsiasi luogo, con qualsiasi dispositivo e in qualsiasi orario.

## Caratteristiche
- Ogni numero è abbastanza breve (3-5 cifre) in modo da poter essere composto velocemente ed essere facile da ricordare.
- Esistono sia numeri telefonici di emergenza da chiamare esclusivamente in caso di pericolo grave, o una qualsiasi situazione che richieda l'intervento di forze specifiche (es. polizia, vigili del fuoco, ambulanza ecc.), sia numeri telefonici da chiamare per ricevere informazioni (sono considerati ugualmente di emergenza). A quest'ultima categoria appartiene ad esempio il "Viaggiare informati".
- Nell'Unione europea (tra cui anche l'Italia) ogni abuso di questo servizio (per esempio in caso di falsa emergenza), verrà punito a norma di legge (nel caso sopra citato, sarà punito per procurato allarme).

## Numeri di emergenza unici

Implementazione nel mondo dei due numeri telefonici di emergenza approvati dall’ITU:
112
911
112 e 911
Numero alternativo, nessun reindirizzamento o reindirizzamento per i soli cellulari
Nota: Non si tiene conto di un eventuale affiancamento con altri numeri di emergenza nazionali.

112
     911
     112 e 911
     Numero alternativo, nessun reindirizzamento o reindirizzamento per i soli cellulari

### Europa
Il 112 è il numero di emergenza unico europeo (NUE). In tutta l'Unione Europea, qualora si necessiti di soccorso, è sufficiente chiamare il 112 il quale provvederà ad allarmare i servizi idonei al caso.

#### Austria
In Austria il numero telefonico di emergenza unico europeo 112 non è ancora utilizzato. Per il momento sono ancora attivi i numeri specifici per ogni servizio d'intervento.
I principali numeri (Notrufnummern) sono:
- 120 o 123 - Soccorso stradale (ÖAMTC/ARBÖ)
- 122 - Vigili del Fuoco (Feuerwehr)
- 133 - Polizia (Polizei)
- 144 - Ambulanza (Rettungsdienst)
- 130 - Salvataggio nautico (Wasserrettung)
- 140 - Soccorso alpino (Bergrettung)
- 141 - Guardia medica (Notartzt) (attivo solo a Vienna e nelle principali città)[4]

Altri sono:
- 1455 - Farmacia di notte e per i giorni festivi
- 01 313 30 - Aiuto per casi psichiatrici
- 128 - Emergenza Gas
- 01 404 000 - Ospedale AKH (Allgemeines Krankenhaus Wien)
- 01 797 75-87890 - Decesso
- 0800 500 600 - Problemi sulla rete elettrica
- 05 1717 - Orario e costi dei treni ÖBB
- 01 700 70 - Aeroporto di Vienna
- 01 406 43 43 - Emergenza intossicazione (Vergiftungs Notruf)[5]

#### Israele
In Israele esiste il 112 come numero di emergenza unico, ma sono rimasti attivi anche:
- 100 per la polizia (in realtà anche questo è usato come numero unico)[3]
- 101 per il soccorso sanitario
- 102 per i vigili del fuoco[6]

#### Italia
In Veneto, Campania, Basilicata e Molise, questo numero è indirizzato solamente all'Arma dei Carabinieri. Il NUE è attivo in Lombardia, Liguria, Valle d'Aosta, Toscana, Marche, Umbria, Abruzzo, Lazio, Sardegna, Friuli - Venezia Giulia, Piemonte, Emilia-Romagna, Puglia, Trentino - Alto Adige, Sicilia e parte della Calabria e sarà attivato in futuro in tutto il territorio nazionale.
Esistono anche numeri composti da 4 cifre invece di 3, ad esempio il 1515 (incendi boschivi), o il 1525 (emergenza ambientale), o il 1530 (Guardia costiera) e altri ancora.
La prima provincia ad aver adottato il NUE è stata Varese, nel giugno del 2010. Precedentemente si utilizzavano numeri del tipo 1-1-X es: (Polizia 113, Carabinieri 112, ecc.).
I principali numeri di emergenza attivi sul territorio sono:
- 112 - Arma dei Carabinieri (eccetto regioni in cui è attivo il NUE): nato nel 1976 rinominato NUE (Numero emergenza unico europeo)
- 113 - Polizia di Stato/Soccorso pubblico di emergenza: Istituito nel 1968, sostituiva quello precedente, diverso in ogni località (per esempio il 777 di Milano e il 555 di Roma).
- 114 - Emergenza infanzia: nato nel 2002. Emergenza Infanzia è un servizio rivolto a tutti coloro vogliano segnalare una situazione di pericolo e di emergenza in cui sono coinvolti bambini e adolescenti. È gestito da Telefono Azzurro ed esiste anche come applicazione per smartphone.[8]
- 115 - Vigili del Fuoco: nato il 5 dicembre 1987. È da chiamare in caso di incendio, ma anche in caso di persone disperse o che abbiano bisogno d'aiuto immediato (dispersi in montagna, laghi, fiumi, grotte ecc.), in caso di incidenti stradali, in caso di allagamenti o calamità naturali e in generale in situazioni di pericolo, in caso la chiamata viene inoltrata al numero competente.[9]
- 117 - Guardia di Finanza: da maggio 2023 viene potenziato il servizio di pronto intervento 117, introducendo anche questo numero di pubblica utilità tra quelli compresi dal 112 N.U.E.
- 118 - Emergenza sanitaria/Ambulanza/Soccorso sanitario: nato nel 1992, ma inattivo in parte del territorio fino al 2005. Prima di quell'anno, come per la polizia, ogni territorio aveva il suo numero locale.
- 116117 - Dalla fine del 2024 è stato istituito su tutto il territorio nazionale questo numero di sei cifre per le chiamate alla Guardia medica
- 1515 - Incendi boschivi ed emergenze ambientali (fino al 31 dicembre 2016 Corpo Forestale dello Stato, dal 1º gennaio 2017 gestito dai Carabinieri Forestale)[10]
- 1522 - Telefono rosa a sostegno delle vittime di violenza e stalking.
- 1525 - Soccorso ambientale: comando Carabinieri per la tutela dell'ambiente (attivo dal 2007)
- 1530 - Numero blu/Emergenza in mare/Guardia costiera

#### Città del Vaticano
Nella Città del Vaticano il numero unico di emergenza è 112 dai telefoni fissi interni. Da cellulare (o dall'Italia) è attivo il numero 06 698 112, gestito dalla Gendarmeria.

#### San Marino
A San Marino i numeri d'emergenza per gendarmi, la polizia e pompieri sammarinesi è 113 o 118.

#### Svizzera
La Svizzera adotta il numero unico europeo d'emergenza 112, affidato alla centrale d'allarme della polizia cantonale competente per il territorio. Le numerazioni d'emergenza specifiche sono:
- 117 per la polizia cantonale o comunale
- 118 per i pompieri
- 143 per il telefono amico (numero a tariffazione ridotta)
- 144 per l'ambulanza
- 145 per la Fondazione Tox Info Suisse (servizio di consulenza per sospetta intossicazione)
- 147 per la Pro Juventute (telefono amico rivolto all'infanzia)
- 0800 117 117 per la polizia dei trasporti FFS
- 1414 per la guardia aerea di soccorso (Rega)

#### Ucraina e Russia
In Ucraina e Russia sono attivi gli stessi numeri di emergenza, ma non ne esiste uno unico. Essi sono:
- 101 Pompieri
- 102 Polizia
- 103 Ambulanza
- 104 Sicurezza del gas

### Nord America
- Il 911 è il numero telefonico unico per ogni emergenza negli Stati Uniti d'America e nel Canada. Dal 2017 il numero è in uso anche in Messico, implementato a mano a mano dai vari stati messicani. In Nordamerica se si compone il NUE europeo 112 si viene reindirizzati in automatico sul 911, e viceversa.
- Il 119 è il numero in uso in Giamaica
- Il 112 è il numero in uso in Groenlandia
- Lo 066 e lo 080 sono i numeri attivi in tutto il Messico

### Sud America
Alcuni operatori telefonici, specialmente nel sud America, reindirizzano le chiamate del 911 sui numeri di emergenza locali.
- Il 101 e il 911 sono i numeri attivi in Argentina
- Il 190 è il numero in uso in Brasile
- Il 110 è il numero in uso in Bolivia
- Il 112 e il 123 sono i numeri attivi in Colombia
- Il 133 è il numero in uso in Cile
- Il 911 è il numero in uso in Ecuador, in Paraguay e in Uruguay
- Il 115 è il numero in uso in Suriname
- Il 171 è il numero in uso in Venezuela
- Il 106 è il numero in uso a Cuba

### Asia
- Il 191 è il numero in uso in Thailandia
- Il 117 è il numero in uso nelle Filippine
- Il 110 è il numero in uso in Giappone e in Iran
- Il 999 è il numero in uso in Bangladesh
- Il 112 è il numero in uso a Hong Kong
- Il 108 è il numero in uso in India

### Oceania
- Lo 000 è il numero attivo in Australia
- Il 111 è il numero in uso in Nuova Zelanda
- Il 911 è il numero attivo nelle isole Fiji

### Africa
- Il 112 è il numero in uso in Africa del Sud, Egitto e Ruanda
- Il 999 è il numero in uso in Ghana, Uganda e Zambia
- Il 199 è il numero in uso in Nigeria
- Il 177 è il numero in uso in Marocco
- Il 197 è il numero in uso in Tunisia
- Lo 019 è il numero in uso in Sierra Leone
- Il 995 è il numero in uso nello Zimbabwe